# Clucer
El clucer (en rumano: clucer), kliúcher o kliúchnik era un rango o cargo histórico tradicionalmente ocupado por los boyardos en los principados de Moldavia y Valaquia. Era uno de los funcionarios de la corte. Procede del eslavo klyuchariy, que equivale al ucraniano ключник (kliúchnik). 
Desde los tiempos de la Rus de Kiev y el Reino de Rutenia, se denominaba kliúchnik a las personas responsables de los almacenes y la casa del príncipe o rey. Hasta el siglo XIV, las tierras de Moldavia formaban parte del reino. Tras el colapso del reino, el principado moldavo conservó los nombres de los cargos de vornic, sluger, stolnic, armaş, postelnic y otros. El nombre es de origen eslavo, por kliuch, "llave", en antiguo eslavo kliučari. El clucer se encargaba de suministrar alimentos y otros artículos de primera necesidad a las cortes de los señores moldavos y valacos. En la tabla de rangos, se hallaba entre el medelnicer y el serdar.
El clucer de arie supervisaba el suministro de grano y forraje. El clucer del pivniţă y el clucer del jigniţă organizaban, respectivamente, el suministro de bebidas y alimentos para el ejército del príncipe. Más tarde, este título pasaría a ser puramente simbólico y cayó en desuso en el siglo XIX. En el principado de Moldavia, la corte del señor también contaba con un molinero (jitnicer) que se encargaba de los almacenes de centeno y otros cereales.